# Carrie Lorraine
Carrie Lorraine (Torrance, 9 agosto 1978) è un'attrice statunitense, attiva come attrice bambina negli anni ottanta.

## Filmografia
- Buffalo Bill – serie TV, episodio 2x11 (1983-1984)
- Poltergeist II - L'altra dimensione (Poltergeist II: The Other Side), regia di Brian Gibson (1986)
- Dolls, regia di Stuart Gordon (1987)